# Anneliese (Schiff, 1916)
Die Anneliese war ein Vorpostenboot der Kaiserlichen Marine. Sie sank am 2. Februar 1918 mit der gesamten Besatzung im Rahmen eines Schleusungsunternehmens für U-Boote bei Sylt.

## Geschichte
Einzelheiten zum Stapellauf und zur Indienststellung sind nicht bekannt. Ab 1916 gehörte die Anneliese der Vorpostenflottille der Ems, 2. Halbflottille, an.
Am 2. Februar 1918, 20.34h, sank sie im Rahmen eines Schleusungsunternehmens der U-Boote U 65 und U 104 durch einen Minentreffer auf Position 55° 21 N, 07° 13 O nordwestlich von Sylt, wobei alle 26 Besatzungsmitglieder ums Leben kamen.(Denkmalprojekt.org)  Im Rahmen des Einsatzes sanken vom 2. bis zum 4. Februar aufgrund schlechter Witterungsbedingungen, insbesondere durch Nebel, weiterhin die Vorpostenboote  Weddigen, Rheinfels, Brockeswalde sowie die Hilfsminensucher Seestern, Kleiss und Flensburg. Insgesamt fielen bei dem Unternehmen 140 Mann. Der Historiker Gerhard P. Groß sah folgende Ursachen für den unglücklichen Verlauf des Unternehmens:

“Starke und unsichere Stromversetzung bei unsichtigem Wetter, Schwierigkeiten der Navigation langsam fahrender Geleitboote sowie der Drang, die U-Boote auch bei unsichtigem Wetter ihrem Kampfgebiet zuzuführen, war die treibende Kraft gewesen, gewisse, im Frieden geforderte navigatorische Sicherheiten beiseite zu stellen und den Weg an den Feind unter vollem eigenen Einsatz zu bahnen. Die schlechten Erfahrungen mit der eigenen Sperre bei Horns Riff rückten das wichtige Problem, die feindliche Minenverblockung durch Schutzsperren in großzügiger Form zu verhindern, in den Hintergrund. (Groß, S. 236f).”

Nach Gröner wurde das Wrack der Anneliese nicht gehoben.